# جیمز گال‌وی
سر جیمز گال‌وی (به انگلیسی: James Galway) زادهٔ ۱۹۳۹ در ایرلند نوازنده برجسته فلوت است. گال وی به مردی با فلوت طلایی نیز مشهور است.